# Tillandsia deflexa
Tillandsia deflexa är en gräsväxtart som beskrevs av Lyman Bradford Smith. Tillandsia deflexa ingår i släktet Tillandsia och familjen Bromeliaceae. Inga underarter finns listade i Catalogue of Life.